# Xã German, Quận Auglaize, Ohio
Xã German (tiếng Anh: German Township) là một xã thuộc quận Auglaize, tiểu bang Ohio, Hoa Kỳ. Năm 2010, dân số của xã này là 3.748 người.